# Kerli Kõiv
Kerli Kõiv, född 7 februari 1987, är en singer/songwriter från Estland som slog igenom 2009 med sitt debutalbum Love Is Dead.

## Bakgrund
Kerli föddes i Elva, en liten stad i Estland, dåvarande Sovjetunionen. Vid 16 års ålder hoppade hon av skolan för att fokusera på sin musikkarriär. Hon tog kurser i sång, dans, skådespeleri och piano som tonåring.
2002 sökte Kerli in till en sångtävling kallad Fizz Superstar, trots att hon var ett år yngre än vad man fick vara, och vann hela tävlingen. Hon fick ett skivkontrakt med ett svenskt skivbolag. 2003 var hon med i svenska Melodifestivalen tillsammans med Locatellies med låten"Let's go", men de kom inte vidare till finalen.
Skivbolaget lades ner och estnisk media skrev om "Kerlisyndromet" som handlade om Kerlis misslyckande. 2004 var hon tillbaka, denna gången med en låt kallad "Beautiful Inside" i den estniska motsvarigheten till Melodifestivalen, Eurolaul. Efter det fortsatte hon att skriva låtar och uppträda, och 2006 blev hon signerad med Island Def Jam.

## Karriär
På Island Def Jam fick Kerli kämpa hårt för att få göra den musik hon ville. De ville att hon skulle göra RnB, men hon gav inte upp och till slut fick hon göra sin egen musik. Hon arbetade med producenten, låtskrivaren och mixaren David Maurice på sina självbiografiska sånger. 2007 släppte hon en EP kallad Kerli som innehöll låtarna Walking On Air, Love Is Dead och en cover på Bauhaus She's In Parties. 2008 släppte hon sedan sitt debutalbum Love Is Dead. 
Kerli har två låtar på soundtrackalbumet Almost Alice till Alice i Underlandet, Tea Party och Strange, som är en duett tillsammans med Tokio Hotel. Hon framförde dem och Walking On Air på Alice In Wonderland Ultimate Fan Event.
I februari 2017 ställde hon upp i Estlands uttagning till Eurovision Song Contest 2017, Eesti Laul, med låten "Spirit Animal" som hon själv skrivit. Hon tog sig från semifinalen vidare till finalen 4 mars.

## Diskografi

### Album
- 2008 – Love Is Dead

### EP-skivor
- 2007 – Kerli
- 2013 – Utopia